# 2015年世界ジュニア柔道選手権大会
2015年世界ジュニア柔道選手権大会（第20回世界ジュニア柔道選手権大会）はUAEのアブダビで2015年の10月23日から10月27日まで開催された。

## 大会結果

### 男子
| 階級        | 金                           | 銀                               | 銅                                                  |
| ----------- | ---------------------------- | -------------------------------- | --------------------------------------------------- |
| 55kg以下級  | マグジャン・シャムシャディン | イ・ハリム                       | バヤラー・アマルトゥブシン イラクリ・クパターゼ     |
| 60kg以下級  | 永山竜樹                     | ツェンドオチル・ツォグトバータル | ワリド・キヤー キム・チャンヨン                     |
| 66kg以下級  | 浅利昌哉                     | アルベルト・ガイテロ             | ダニエル・カルグニン ヒダヤト・ヘイダロフ           |
| 73kg以下級  | カン・ヒョンチョル           | タマジ・キラコザシビリ           | リンコルン・ネベス マルティン・ホヤック             |
| 81kg以下級  | フランク・デ・ウィット       | 藤原崇太郎                       | ビクトル・マクハ イバン・フェリペ・シルバ・モラレス |
| 90kg以下級  | ベカ・グビニアシビリ         | ニコロス・シェラザディシビリ     | フィルディン・ダダショフ ピオトル・クチェラ         |
| 100kg以下級 | ニヤス・イリアソフ           | レオナルド・ゴンサルベス         | ニキータ・アザロフ アントン・サビツキー             |
| 100kg超級   | タメルラン・バシャエフ       | 田中源大                         | 小川雄勢 メッシー・カタンガ                         |

### 女子
| 階級       | 金                       | 銀                     | 銅                                                  |
| ---------- | ------------------------ | ---------------------- | --------------------------------------------------- |
| 44kg以下級 | イ・ヘギョン             | 五十嵐莉子             | リタ・レイス ガンバータル・ナランツェツェグ         |
| 48kg以下級 | 渡名喜風南               | マルシャ・シュタンガル | 常見海琴 セフォラ・コルシェル                       |
| 52kg以下級 | ディストリア・クラスニキ | マリアム・ジャナシビリ | マリアナ・エステベス アストリド・ネト               |
| 57kg以下級 | 舟久保遥香               | ステファニア・ドブレ   | アンドレヤ・レシキ サラ・アラシ                     |
| 63kg以下級 | 鍋倉那美                 | ディアナ・ジガロス     | ルーシー・レンシャル ララ・ライマン                 |
| 70kg以下級 | ゲルチャーク・サビナ     | 青柳麗美               | ナターシャ・アウスマ リサ・ドリンガー               |
| 78kg以下級 | ブリギタ・マティッチ     | クララ・アポテカル     | アンナ＝マリア・ヴァーグナー ジュリー・ヘルテルホフ |
| 78kg超級   | 冨田若春                 | カミラ・ノゲイラ       | エリザベータ・カラニナ ハン・ミジン                 |

## 国別団体戦

### 男子
| 優勝                                                         | 2位 | 3位 | 3位 |
| 日本 浅利昌哉 山本悠司 藤原崇太郎 向翔一郎 小川雄勢 田中源大 | ジョージア トルニケ・ナグリアシビリ タマジ・キラコザシビリ レバン・グガバ ベカ・グビニアシビリ ゲオルギ・ラズアシビリ グラム・ツシシビリ | ロシア パベル・パトコフ ウルスハンベク・バラエフ ミハイル・イゴルニコフ ルスラン・シャフバゾフ タメルラン・バシャエフ | ベラルーシ · ズミトリー・ミンコウ · フリホリー・クレブチャ · ビクタル・クリアブサウ · ダニエル・ムケテ · ミキータ・スビリド |

### 女子
| 優勝                                                           | 2位 | 3位 | 3位 |
| 日本 富沢佳奈 舟久保遥香 鍋倉那美 能智亜衣美 青柳麗美 冨田若春 | フランス グウェネル・パタン アストリド・ネト サラ・アラシ クレマンス・エム マリーナ・オラルトゥ モルガヌ・ドゥシェヌ | ドイツ ニエケ・ノルドメイヤー テレーザ・シュトール ララ・ライマン ジョヴァンナ・スコッチマッロ アンナ＝マリア・ヴァーグナー | オランダ キム・エイデン デビー・カルトハウス ゲケ・ファンデンベルフ サンネ・ファンデイケ ラリッサ・フルーンヴォルト |

### 各国メダル数
| 順 | 国・地域         | 金 | 銀 | 銅 | 計 |
| -- | ---------------- | -- | -- | -- | -- |
| 1  | 日本             | 8  | 4  | 2  | 14 |
| 2  | 韓国             | 2  | 1  | 2  | 5  |
| 3  | ロシア           | 2  | 1  | 1  | 4  |
| 4  | ジョージア       | 1  | 3  | 1  | 5  |
| 5  | オランダ         | 1  | 0  | 2  | 3  |
| 6  | カザフスタン     | 1  | 0  | 1  | 2  |
| 7  | クロアチア       | 1  | 0  | 0  | 1  |
| 7  | ハンガリー       | 1  | 0  | 0  | 1  |
| 7  | コソボ           | 1  | 0  | 0  | 1  |
| 10 | ブラジル         | 0  | 2  | 3  | 5  |
| 11 | スロベニア       | 0  | 2  | 2  | 4  |
| 12 | スペイン         | 0  | 2  | 0  | 2  |
| 13 | フランス         | 0  | 1  | 5  | 6  |
| 14 | モンゴル         | 0  | 1  | 2  | 3  |
| 15 | ルーマニア       | 0  | 1  | 0  | 1  |
| 16 | ドイツ           | 0  | 0  | 5  | 5  |
| 17 | ウクライナ       | 0  | 0  | 3  | 3  |
| 18 | アゼルバイジャン | 0  | 0  | 2  | 2  |
| 19 | ベラルーシ       | 0  | 0  | 1  | 1  |
| 19 | キューバ         | 0  | 0  | 1  | 1  |
| 19 | イギリス         | 0  | 0  | 1  | 1  |
| 19 | ポーランド       | 0  | 0  | 1  | 1  |
| 19 | ポルトガル       | 0  | 0  | 1  | 1  |

### 男子
| 55kg級    | カザフスタン | マグジャン・シャムシャディン | 35位                              |
| 60kg級    | 日本         | 永山竜樹                     | 38位                              |
| 66kg級    | 日本         | 浅利昌哉                     | ランキング外                      |
| 73kg級    | 韓国         | カン・ヒョンチョル           | 50位                              |
| 81kg級    | オランダ     | フランク・デ・ウィット       | 2位(シニアの世界ランキングは45位) |
| 90kg級    | ジョージア   | ベカ・グビニアシビリ         | 3位(シニアの世界ランキングは5位)  |
| 100kg級   | ロシア       | ニヤス・イリアソフ           | 1位                               |
| 100kg超級 | ロシア       | タメルラン・バシャエフ       | 2位                               |

### 女子
| 44kg級   | 韓国       | イ・ヘギョン             | 34位(48kg級でのランキング)               |
| 48kg級   | 日本       | 渡名喜風南               | 67位(シニアの世界ランキングは47位)       |
| 52kg級   | コソボ     | ディストリア・クラスニキ | 14位(シニアの世界ランキングは17位)       |
| 57kg級   | 日本       | 舟久保遥香               | ランキング外(カデの世界ランキングは28位) |
| 63kg級   | 日本       | 鍋倉那美                 | 8位                                      |
| 70kg級   | ハンガリー | ゲルチャーク・サビナ     | 6位(シニアの世界ランキングは55位)        |
| 78kg級   | クロアチア | ブリギタ・マティッチ     | 12位                                     |
| 78kg超級 | 日本       | 冨田若春                 | 39位                                     |

(出典、JudoInside.com)。

### 男子
| 55kg級    | 日本           | 梅北亘                     | 不出場   |
| 60kg級    | フランス       | ワリド・キヤー             | 銅メダル |
| 66kg級    | ブラジル       | ダニエル・カルグニン       | 銅メダル |
| 73kg級    | ブラジル       | リンコウン・ネベス         | 銅メダル |
| 81kg級    | ブラジル       | ラファエル・マセド         | 不出場   |
| 90kg級    | ドミニカ共和国 | ロベルト・フロレンティーノ | 不出場   |
| 100kg級   | ロシア         | ニヤス・イリアソフ         | 金メダル |
| 100kg超級 | ロシア         | ルスラン・シャフバゾフ     | 初戦敗退 |

### 女子
| 44kg級   | ブラジル   | ラリッサ・ファリアス       | 初戦敗退  |
| 48kg級   | ハンガリー | プップ・リーカ             | 2回戦敗退 |
| 52kg級   | フランス   | アストリド・ネト           | 銅メダル  |
| 57kg級   | オランダ   | デビー・カルタウス         | 3回戦敗退 |
| 63kg級   | イギリス   | ルーシー・レンシャル       | 銅メダル  |
| 70kg級   | オランダ   | サンネ・ファンデイケ       | 5位       |
| 78kg級   | オランダ   | ラリッサ・フルーンヴォルト | 7位       |
| 78kg超級 | ブラジル   | カミラ・ノゲイラ           | 銀メダル  |

(出典、JudoInside.com)。

## 団体戦の完全制覇
今大会日本チームが男女の団体戦を制したことにより、世界カデ、ユニバーシアード、世界選手権をも含めて、同一年に世界大会における男女の団体戦を史上初めて完全制覇することになった。

## 開催地決定の経緯
今大会の開催地には日本の横浜が立候補しており、全柔連副会長の山下泰裕も当選に自信を持っていたが、2014年8月23日に世界選手権が開催されるロシアのチェリャビンスクで開かれたIJF理事会でUAEのアブダビに決まった。現地の全柔連関係者は理事会が開かれていたことさえ知らず、翌日になってIJFのホームページを見て事の経緯にようやく気付いたという。この結果に対して山下は、「IJFのビゼール会長と面会して落選の経緯を確認したい」と語った。今回の一件は、2013年8月に前全柔連会長の上村春樹が女子柔道強化選手への暴力問題の責任を取る形でIJFの会長指名理事を辞退することになって以来、日本からのIJF理事が不在になったことで国際柔道界における日本の影響力が低下していることが一因だとの指摘もなされている。